# Pháo đài Pinewood
Pháo đài Pinewood (tiếng Trung: 松林炮台; Hán-Việt: Tùng Lâm pháo đài; tiếng Anh: Pinewood Battery) là một địa điểm quân sự lịch sử được xây dựng từ năm 1901 đến năm 1905. Nằm ở độ cao 307 mét (1.007 ft) so với mực nước biển, pháo đài Pinewood là công trình phòng thủ pháo binh cao nhất trong số các công sự ven biển ở Hồng Kông. Với sự ra đời của khí tài không lực sau Chiến tranh thế giới thứ nhất, Pinewood đã được chuyển đổi thành một pháo đài phòng không. Nhiều tòa nhà và boongke được xây dựng xung quanh công sự. Trong Trận Hồng kông vào tháng 12 năm 1941, pháo đài bị Hoàng quân Nhật Bản không, pháo kích nặng nề. Cả pháo đài cuối cùng nhận lệnh rút lui. Công sự bị bỏ hoang sau đó. Năm 1998, Pinewood cùng một số địa điểm khác được quy hoạch vào Vườn thôn dã Long Hổ Sơn. Năm 2009, công trình được công nhận là di tích lịch sử cấp II.

## Lịch sử
Năm 1898, quân đội Anh đồn trú tại Hồng Kông đề xuất thành lập một pháo đài tại khu Long Hổ Sơn, phía tây bắc đảo Hồng Kông, với mục đích ban đầu là củng cố khả năng phòng thủ phía tây cảng Victoria cũng như ngăn chặn Pháp và Nga xâm lược thuộc địa. Công việc xây dựng pháo đài bắt đầu vào năm 1901 và hoàn thành vào năm 1905. Chi phí xây dựng khoảng 9.579 bảng Anh vào thời điểm đó. Hai khẩu Mark 7 6 inch được lắp đặt, mỗi khẩu có thể bắn một quả đạn pháo nặng 100 pound trong phạm vi bảy dặm. Năm 1913, hai khẩu pháo bị tháo dỡ, sau khi Hồng Kông lo ngại về chi phí cao cho việc duy trì hệ thống phòng thủ ven biển của Hồng Kông. Năm 1920, chính phủ cho mở rộng công sự. Pinewood được chuyển đổi thành pháo đài phòng không cùng năm, hai khẩu pháo phòng không Mark 1 3 inch cũng được lắp đặt.
Công sự liên tục bị Nhật không kích trong suốt trận Hồng Kông năm 1941. Ngày 15 tháng 12 năm 1941, Tập đoàn quân không quân 23 của Nhật Bản tiến hành các cuộc tấn công trên diện rộng đảo Hồng Kông. Pháo đài Pinewood – lúc ấy đang có Phòng không doanh 17 thuộc Trung đoàn pháo binh 5, Pháo binh Hoàng gia Anh trấn thủ – bị công phá, hư hại nghiêm trọng. Cuộc đột kích khiến một người chết và một người bị thương. Một khẩu súng phòng không và cơ sở khác bị tàn phá. Chỉ huy quân phòng thủ quyết định bỏ pháo đài, tất cả binh lính được lệnh rút lui ngay trong ngày hôm đó.

## Bảo tồn và hiện tại
Pháo đài Pinewood là một trong những địa điểm quân sự hiếm hoi ở vùng nông thôn vẫn còn nguyên vẹn. Năm 1998, chính phủ Hồng Kông thành lập Vườn thôn dã Long Hổ Sơn, công trình là một địa điểm thuộc công viên. Pinewood còn là một phần của đường mòn di sản quận Trung Tây. Năm 2009, các công trình quân sự tại đây được phân loại là di tích lịch sử cấp II. Địa điểm và các tòa nhà do Thự Dịch vụ Văn hóa và Giải trí quản lý, Thự Kiến trúc có trách nhiệm bảo trì công trình.
Khu vực này đã được chuyển đổi thành một địa điểm dã ngoại. Pháo đài Pinewood tương đối dễ tham quan và phù hợp với nhiều đối tượng khác nhau. Biển hiệu cũng được dựng lên, giúp cho du khách hiểu hơn ý nghĩa và lịch sử của pháo đài. Với môi trường tuyệt vời, pháo đài trở thành một điểm cho các trận đánh giả. Để công trình không bị hư hại, Cục Quản lý công viên biển và công viên thôn dã của AFCD đã cho dựng một biển cảnh báo với nội dung "Bất kỳ ai mang bất kỳ loại súng, súng hơi và thiết bị ném bom nào vào khu vực này mà không có sự cho phép của nhà chức trách đều có thể bị truy tố". Tuy nhiên, nhiều viên đạn BB bằng nhựa vẫn được tìm thấy tại đây dù chính quyền đã cấm trò chơi chiến tranh.